# Billy Mitchell (vulkaan)
Billy Mitchell is een pyroclastisch schild (soort schildvulkaan) op het eiland Bougainville in Papoea-Nieuw-Guinea. De vulkaan ligt in het centrale deel van het eiland en is onderdeel van de bergketen Emperor Range. De berg ligt ten noordoosten van een andere vulkaan, de Bagana. Het is een klein pyroclastisch schild, afgekapt door een 2 km brede caldera gevuld door een kratermeer.
De laatste twee grote uitbarstingen waren meer dan 400 (in 1580 ± 20 jaar) en 900 jaar geleden. Ze behoorden tot de grootste Holocene uitbarstingen in Papoea-Nieuw-Guinea. Beide waren explosieve uitbarstingen met een vulkanische-explosiviteitsindex van ten minste 5. De uitbarsting die zich in het jaar 1580 ± 20 jaar voltrok, produceerde pyroclastische stromen en was de oorzaak van de vorming van de caldera. De ignimbrite afzetting van die uitbarsting, die een vulkanische-explosiviteitsindex van 6 had, strekt zich uit over 22 kilometer van de caldera tot aan de kust, en het volume is ongeveer 10 kubieke kilometer.